# John Rhoades
Pour les articles homonymes, voir Rhoades.
John Rhoades (floruit 1674-1676) est un marchand de la Nouvelle-Angleterre, ayant participé à la conquête de l'Acadie avec Jurriaen Aernoutsz.

## Biographie
John Rhoades, habitant de la Nouvelle-Angleterre, a beaucoup d'expérience dans le commerce de fourrures en Acadie et c'est lui qui incite le Néerlandais Jurriaen Aernoutsz à attaquer la colonie en 1674, allant même jusqu'à prêter serment aux Provinces-Unies et piloter l'expédition; la colonie est renommée en Nouvelle-Hollande. Il fait ensuite partie du groupe chargé de protéger la colonie et c'est probablement lui qui obtient les navires et marchandises nécessaires à Boston. En retournant en Acadie, il capture des navires de la Nouvelle-Angleterre. Le Massachusetts réplique en envoyant des troupes à sa capture; Rhoades et ses hommes sont faits prisonniers à la suite d'un combat naval dans la baie de Fundy. Tous sauf deux sont reconnus coupables de piraterie et de vol. Deux des chefs néerlandais sont pardonnés mais Rhoades est condamné à mort. L'exécution est toutefois retardée à cause de la Guerre du Roi Philip et il est libéré en octobre 1675, à condition qu'il ne remette plus jamais les pieds au Massachusetts. En 1676, la Compagnie néerlandaise des Indes occidentales lui accorde une commission lui permettant d'habiter et de faire commerce en Nouvelle-Hollande tandis que Cornelius Van Steenwyk est nommé gouverneur. Rhoades est toutefois arrêté sur la rivière Saint-Georges par l'un des lieutenants du gouverneur Edmund Andros pour avoir empiété sur le territoire britannique. Il est emprisonné brièvement à New York puis libéré. Steenwyk n'exerce jamais son autorité et la colonie est rendue à la France en 1678 par le traité de Nimègue.